# 云南缺齿鼩
云南缺齿鼩（学名：Chodsigoa parca），一种分布于缅甸、泰国、越南及中国西南等地区的小型哺乳动物，隶属于鼩鼱科缺齿鼩属。本种原被认为是斯氏缺齿鼩（Chodsigoa smithii）的一个亚种，1985年美国学者根据形态特征将本种提升为独立种。2017年中国学者通过分子系统学研究结果显示澜沧江东、西两岸的云南缺齿鼩存在显著分化，于是将澜沧江以东的种群命名为新种－霍氏缺齿鼩（Chodsigoa hoffmanni）。

## 形态特征
云南缺齿鼩身体背部鼠灰色，腹部毛色稍浅。尾背棕色，尾腹奶白色，尾尖具有一簇稍长的毛，大部分种类尾尖具有一段约5毫米宽的白带。